# Krzemionki
Krzemionki este o arie protejată (sit de importanță comunitară — SCI) din Polonia întinsă pe o suprafață de 691,12 ha, integral pe uscat.

## Localizare
Centrul sitului Krzemionki este situat la coordonatele 50°59′09″N 21°27′59″E / 50.9857°N 21.4663°E.

## Înființare
Situl Krzemionki a fost declarat sit de importanță comunitară în octombrie 2009 pentru a proteja 2 specii de plante și 1 specie de animale.

## Biodiversitate
Situată în ecoregiunea continentală, aria protejată conține 3 habitate naturale: Pajiști uscate seminaturale și facies de acoperire cu tufișuri pe substraturi calcaroase (Festuco-Brometalia) (* situri importante pentru orhidee), Păduri de stejar și carpen Galio-Carpinetum, Păduri stepice euro-siberiene cu Quercus spp..
La baza desemnării sitului se află mai multe specii protejate:
- plante (2): clopțelul cu frunze de crin (Adenophora lilifolia), papucul doamnei (Cypripedium calceolus)
- nevertebrate (1): Osmoderma eremita